# Litophyton stuhlmanni
Litophyton stuhlmanni är en korallart som först beskrevs av May 1898.  Litophyton stuhlmanni ingår i släktet Litophyton och familjen Nephtheidae. Inga underarter finns listade i Catalogue of Life.